# Янчанка Микола Гнатович
Микола Ігнатович Янчанка (біл. Мікалай Ігнатавіч Янчанка; 22 червня 1931, село Заболоття, Могилевський район, Могильовська область — 19 липня 2000) — білоруський поет, прозаїк, перекладач .

## Біографія
Народився в родині коваля . Закінчив історичний факультет Могильовського педагогічного інституту (1956). Викладав у Брожській середній школі Бобруйської області (1956–1961), у Дворецькій середній школі (1965–1966), у Городецькій школі-інтернаті (1961) Рогачовського району. Працював у районних газетах Рогачова, Жлобина, Калинковичів, Корми . З 1972 року — відповідальний секретар Рогачівської районної газети «Камунар».
Жив у Рогачові  . Помер 16 липня 2000 року . Похований у селі Заболоття Рогачовського району  .

## Творчість
У 1958 році дебютував друком віршів (Бобруйська районна газета «Камуніст»). Писав білоруською та російською мовами. Автор збірок поезій «Разнотравье» (1971), «Кросны» (1980), «Житейка-жиє» (1990), збірок оповідань для дітей «З людзьмі добра» (1973) і «Зраблю сонейка» (1978), «Жменька жалудоў» (1981) » (1989), книжка-розмальовка «Лета ў серванце» (1981), збірка поезій «Залаты вулей» (1986). Білоруською мовою переклав книгу віршів Д. Ковальова «Вечназялёная Ветка» (1990).

## Вшанування
Вулиця в новому мікрорайоні Рогачова носить ім'я Миколи Янченка.